# أحمد بن سعود بن عبد العزيز آل سعود
الأمير أحمد بن سعود بن عبد العزيز آل سعود (1953 - 2015) الابن السادس والعشرين من أبناء الملك سعود بن عبد العزيز آل سعود والدته هي الأميرة الجوهرة بنت تركي بن أحمد السديري.

## أبناؤه
- الأمير سعود بن أحمد بن سعود آل سعود كان متزوج من الأميرة نورة بنت فيصل بن فهد بن مشاري بن جلوي وأنجبت الأمير أحمد وكان متزوج من الأميرة غالية بنت منصور بن ناصر بن عبدالعزيز وأنجبت الأمير سلمان
- الأمير نايف بن أحمد بن سعود آل سعود كان متزوج من الأميرة روزان بنت عبدالعزيز بن مقرن بن عبدالعزيز وأنجبت الأميرة ترف
- الأميرة الجوهرة بنت أحمد بن سعود آل سعود
- الأمير سلمان بن أحمد بن سعود آل سعود متزوج من الأميرة البندري بنت خالد بن فهد بن محمد بن تركي

## وفاته
توفي الأمير أحمد بن سعود بن عبد العزيز آل سعود يوم الثلاثاء 20 رمضان 1436 هـ الموافق 7 يوليو 2015 وصلي عليه بعد صلاة العصر يوم الأربعاء 21 رمضان 1436 هـ الموافق 8 يوليو 2015، في جامع الإمام تركي بن عبد الله في مدينة الرياض ونقل جثمانه إلى مقبرة العود حيث دفن هناك.